# Арабская работорговля
Ара́бская работорго́вля — практика работорговли, имевшая место в арабском мире, в основном в Западной Азии, Северной Африке, Юго-Восточной Африке, на Африканском Роге, а также некоторых частях Европы (например, Пиренейском полуострове и Сицилии) в период господства арабов в этих районах. Торговля была сосредоточена на невольничьих рынках Ближнего Востока, Северной Африки и Африканского Рога. Не существовало ограничений на торговлю людьми конкретной расы, национальности или религии, а сами работорговцы могли по национальности и не быть арабами. В европейской научной литературе данная работорговля именуется не только арабской, но также мусульманской или даже берберийской (по названию области — Варварийский берег).
В течение VIII и IX веков, в период существования халифата Фатимидов, большинство рабов были европейцами (так называемые сакалиба), захваченными на побережьях Европы и во время войн. По оценкам историков, за весь период существования рабства в исламских странах, между 650 и 1900 годами, от 10 до 18 миллионов человек были порабощены арабскими работорговцами и вывезены из Европы, Азии и Африки через Красное море, Индийский океан и пустыню Сахара. При этом рабы происходили из множества регионов, среди них были представители средиземноморских народов, персы, народы горных районов Кавказа и Закавказья (Грузия, Армения и Черкесия) и части Центральной Азии и Скандинавии, англичане, голландцы и ирландцы, берберы из Северной Африки, славяне, а также различные другие народы различного происхождения, в том числе представители африканских народов.
Одним из крупнейших центров арабской работорговли был африканский город Томбукту, доступный в то время только для мусульман, но вместе с тем лежащий за пределами собственно арабского мира. Власти целого ряда африканских государств сами были активными поставщиками рабов для арабов — в частности, средневековые королевства Сахеля Канем-Борну и Ваддай или Махдистский султанат.
В Северной Африке берберские пираты осуществляли массовые акты пиратства против европейских судов и поработили тысячи европейских христиан. Они получали немалые доходы от выкупа пленных; во многих случаях в Великобритании, например, сельские церкви и общины собирали деньги для таких выкупов. Британское правительство при этом никогда не платило выкупа за своих граждан. Кристофер Хитченс сообщает, что в период между 1530 и 1780 годами в Северной Африке было продано в рабство, вероятно, около 1,5 миллионов европейцев и американцев.
К XVIII и XIX векам поток рабов-зинджей (банту) из Юго-Восточной Африки увеличилось с расцветом Султаната Занзибар, который был основан в Занзибаре (ныне Танзания). Занзибарские арабы пришли в прямой конфликт торговых интересов и конкуренцию с португальцами и другими европейцами на территории вдоль восточноафриканского побережья. Во внутренних областях Восточной Африки некоторые племена, такие как яо, превратились в поставщиков рабов арабским купцам. Основная масса рабов «добывалась» в районе Великих озер Африки, особенно на берегах озер Ньяса и Танганьика. До середины XIX века захват рабов и их покупка производились ближе к побережью, но затем началось интенсивное продвижение арабов-работорговцев в глубь континента. Бывали случаи, когда в результате работорговли полностью исчезало население какой-либо деревни; встречаются утверждения, что на западном побережье Африки некоторые области обезлюдели в результате работорговли. Во конце XIX века, когда началось создание европейских колоний в Восточной Африке, европейцы начали борьбу с арабской работорговлей.
Рабы выполняли различные работы, в том числе по дому, а также подвергались сексуальной эксплуатации. Относительную известность получили рабыни-музыкантши, кайны. Обычно светлокожие рабы ценились выше темнокожих: так, некоторые улемы, в том числе Абу Амр ибн аль-Аля, комментируя хадис пророка Мухаммеда о передаче раба в качестве компенсации за провоцирование выкидыша, считали, что принимается только белый раб, но не чёрный.